# Jaume Plensa i Suñé
Jaume Plensa i Suñé (Barcelona, 1955) és un escultor català. També ha col·laborat en projectes de teatre i òpera amb el disseny del vestuari i l'escenografia. L'any 1997 fou guardonat amb el Premi Nacional d'Arts Plàstiques concedit per la Generalitat de Catalunya i el 2012 rebé la Creu de Sant Jordi. Actualment viu entre Barcelona i París, tot i que té el taller a Sant Feliu de Llobregat (Baix Llobregat). És conegut majoritàriament per les seves grans escultures formades per lletres i números, encara que també treballa altres materials, com el ferro fos, el polièster, la fibra de vidre, l'alabastre o la fusta. En reconeixement de la seva trajectòria, l'any 2013 fou guardonat amb el Premio Velázquez de Artes Plásticas. i el 2022 rebé el Premi Pau Casals a la projecció internacional de la cultura catalana.

## Biografia

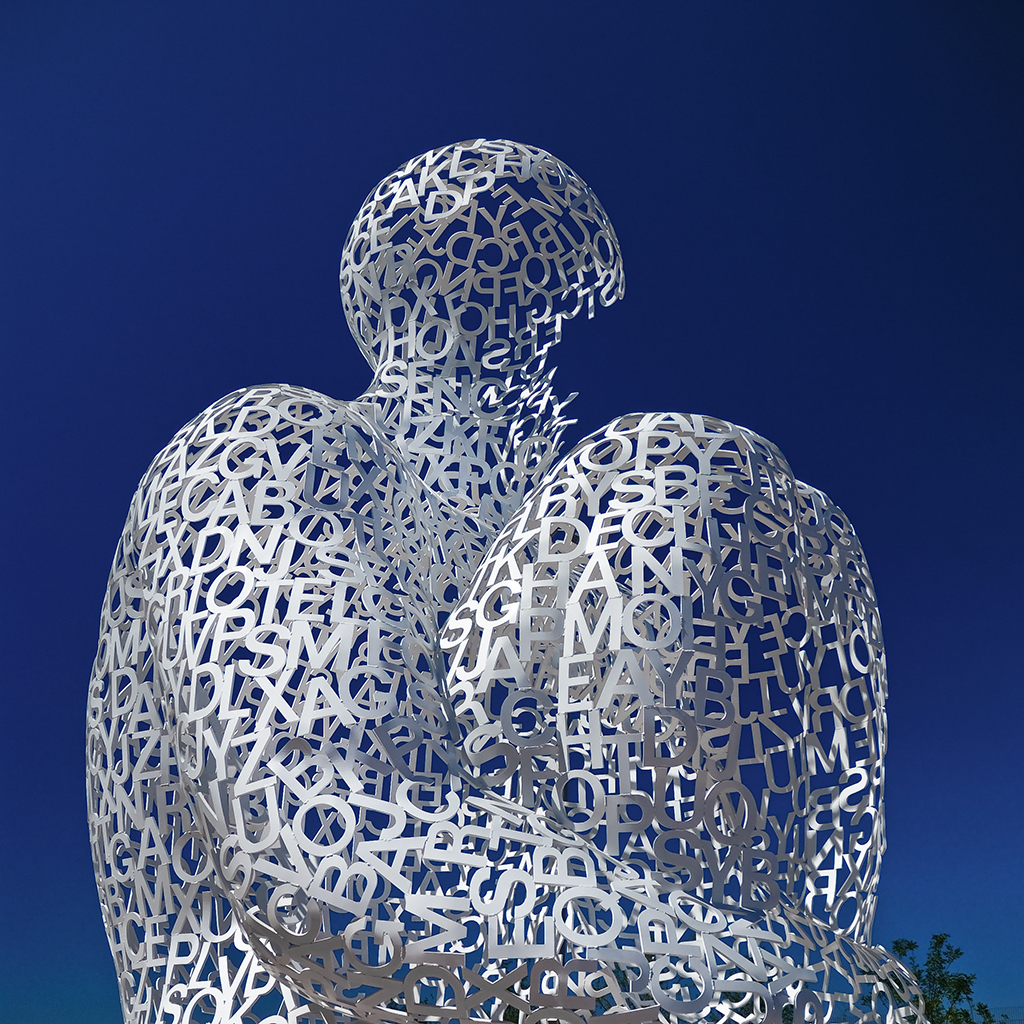
Alma del Ebro (Saragossa, Aragó)

Jaume Plensa va estudiar art a l'Escola de la Llotja de Barcelona i a l'Escola Superior de Belles Arts de Sant Jordi.
El 1980 va fer la seva primera exposició individual a l'Espai 10 de la Fundació Joan Miró de Barcelona, on va començar la seva investigació sobre volums i tensions, que, caracteritzada als seus inicis pel treball amb el ferro, el duria de la figuració a l'abstracció, amb formats cada vegada més monumentals i amb la incorporació d'elements multimèdia.
D'ençà del 1980, després de la seva primera exposició a Barcelona, l'artista va viure i treballar a diverses capitals europees, com ara Berlín, Brussel·les i París. També va residir un temps a Anglaterra convidat per l'Institut Henry Moore. Entre el 1992 i el 1993 va treballar a l'Escola Nacional de Belles Arts de París, on va ensenyar escultura, i més tard, del novembre del 2009 al maig del 2010, als Estats Units, a l'Escola de l'Institut d'Art de Chicago.

## Obra
En una primera etapa, la seva obra reflecteix l'interès per qüestions relacionades amb el volum, l'espai i la tensió. Entre 1983 i 1984 començà a modelar el ferro amb la tècnica de la fosa i desenvolupà un concepte escultòric de formes zoomòrfiques. El 1986 va començar a treballar amb ferro colat i després va utilitzar cristall, resina, llums i sons.
Des de 1996 també s'ha dedicat a crear elements i decorats per a muntatges d'òpera i teatre, principalment en col·laboració amb la companyia La Fura dels Baus. Entre 1999 i 2003, Jaume Plensa es va transformar en un dels pilars de l'escenografia mundial, en reinterpretar, al costat de La Fura dels Baus, quatre òperes clàssiques: Atlàntida, de Manuel de Falla; El martiri de Sant Sebastià, de Debussy; La Damnation de Faust, de Berlioz, i La flauta màgica, de Mozart.
El 2008 va realitzar l'escultura anomenada Alma del Ebro a Saragossa (Aragó), amb motiu de l'Exposició Internacional de l'Aigua. Aquesta escultura té 11 metres d'alçada i està situada davant del Palau de Congressos, a la vora del riu Ebre. Les lletres representen cèl·lules del cos humà, que està compost en més d'un 60 per cent per aigua. Les seves lletres blanques i l'estructura buida conviden l'espectador a mirar dins i reflexionar sobre la relació entre els éssers humans i l'aigua.
Una de les seves obres més destacades, Crown Fountain, està situada al Millennium Park de la ciutat de Chicago (Estats Units d'Amèrica).
A Suècia té obres a Umeå (Heart of Trees, 2007, al parc Öbackaparken; Nosotros, 2008), Åre (Dialogue o Irma i Núria, 2009, Copperhill Mountain Lodge), Borås (House of Knowledge, 2014, davant de l'escola tèxtil de la Universitat de Borås), Göteborg (Dröm, 2012, a la plaça de la Reina o Drottningtorget), Tjörn (Grand latent blanc, 2016, Klövedal) i Estocolm (Cloe från Barcelona, 2017 a Stureplan).
L'any 2012 va fer el cartell de les Festes de la Mercè de Barcelona. El 2014 es va inaugurar l'obra 7 poetes a la plaça Lídia Armengol d'Andorra la Vella. L'any 2015 inaugurà una escultura monumental amb el nom de Carmela davant del Palau de la Música, al carrer Sant Pere Més Alt.
L'any 2020, Plensa va donar una escultura a l'Hospital Clínic de Barcelona com a reconeixement al personal sanitari per la seva tasca durant la pandèmia de covid-19. L'obra, de més de dos metres d'alçada, és un rostre esculpit en basalt i es va instal·lar en el vestíbul principal de l'Hospital.
El 20 d'octubre de 2021 es va inaugurar a Newport (barri de Jersey City, a Nova Jersey) la seva escultura més gran: Water's Soul (L'ànima de l'aigua), de 24 metres d'alçada i un pes de 30 tones. Representa el cap d'una dona jove que, amb un dit als llavis, mira als gratacels de Manhattan des de l'altra riba del riu Hudson, en el parc on ha estat col·locada. Plensa ha declarat que va pensar que era oportú fer l'escultura amb el gest de demanar silenci «perquè estem en un moment tan sorollós que no podem sentir aquesta veu profunda de l'aigua, que sempre ens està parlant».
El 6 de setembre de 2022 es va inaugurar la seva obra "Constel·lacions", feta per encàrrec del Gran Teatre del Liceu i ubicada a la façana principal del mateix teatre, a la Rambla de Barcelona. L'obra consisteix en tres grans portals abatibles, d’acer inoxidable, formats per lletres de diferents alfabets, amb la voluntat de ser una crida a la convivència i el diàleg entre les cultures del món.

## Galeria d'imatges

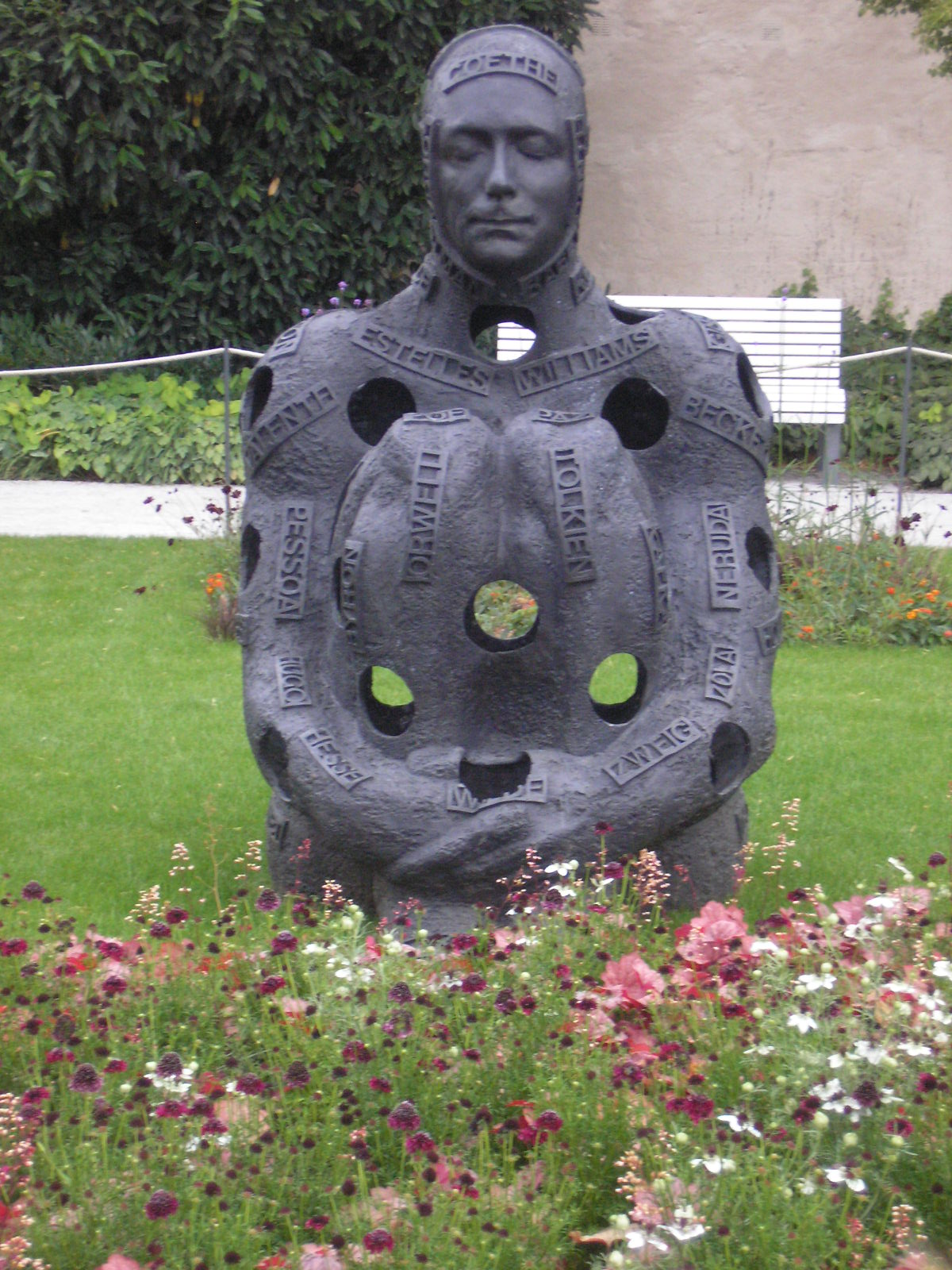
Alchemy a Coblença (Alemanya)
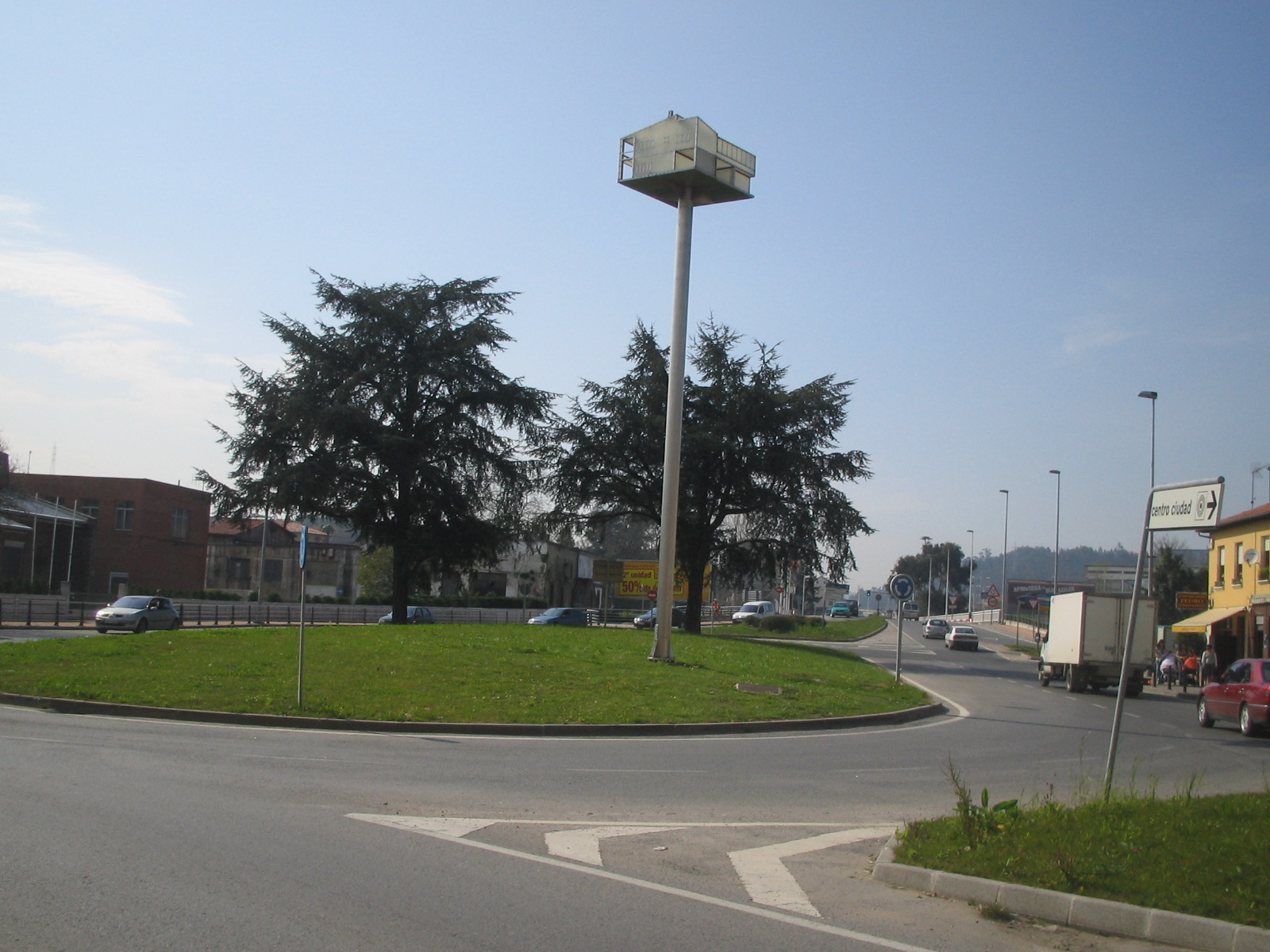
Mi casa en Torrelavega, en una glorieta de Torrelavega (Cantàbria)
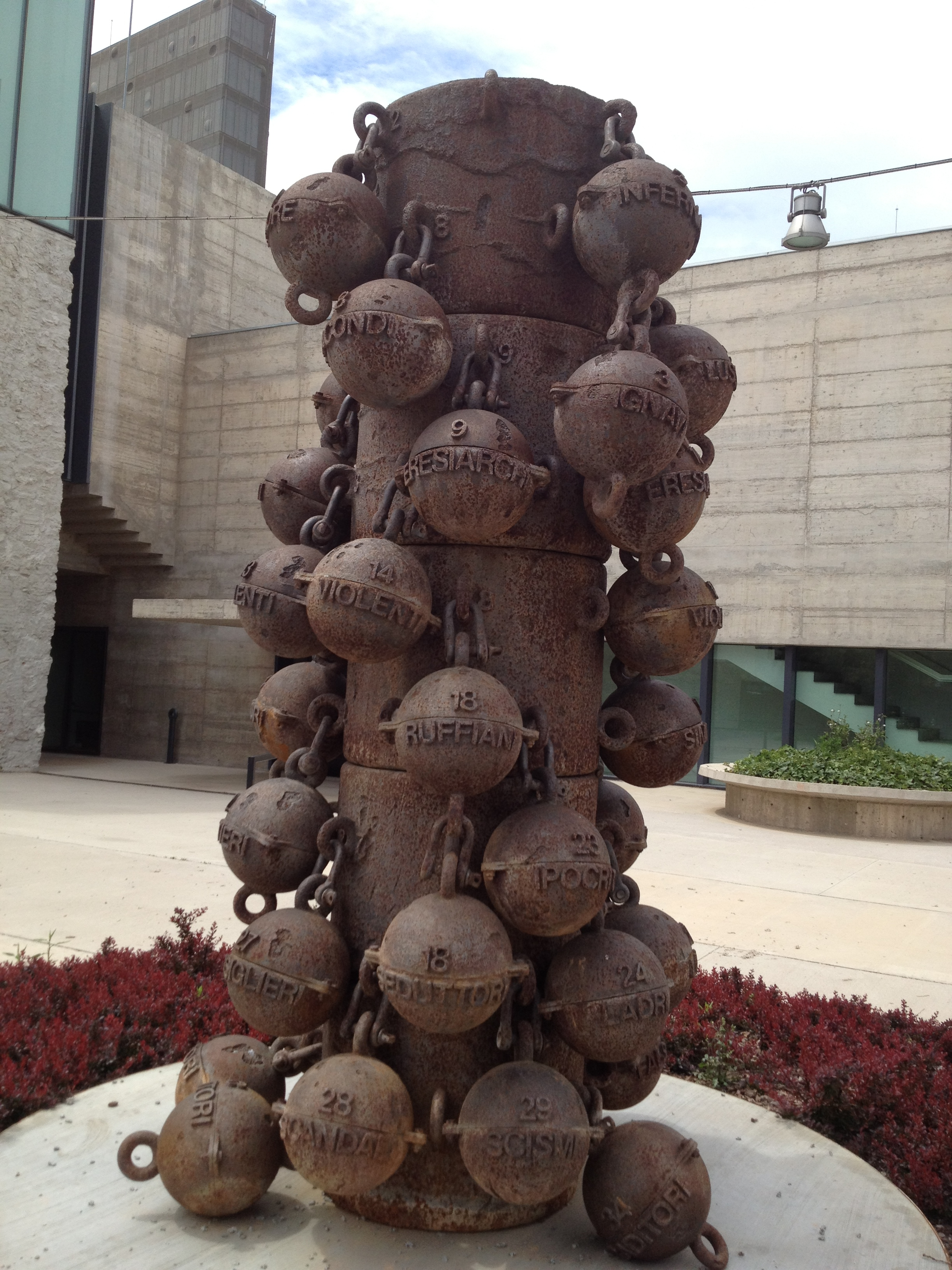
Dell'Arte, a la Fundació Vila Casas (Barcelona)
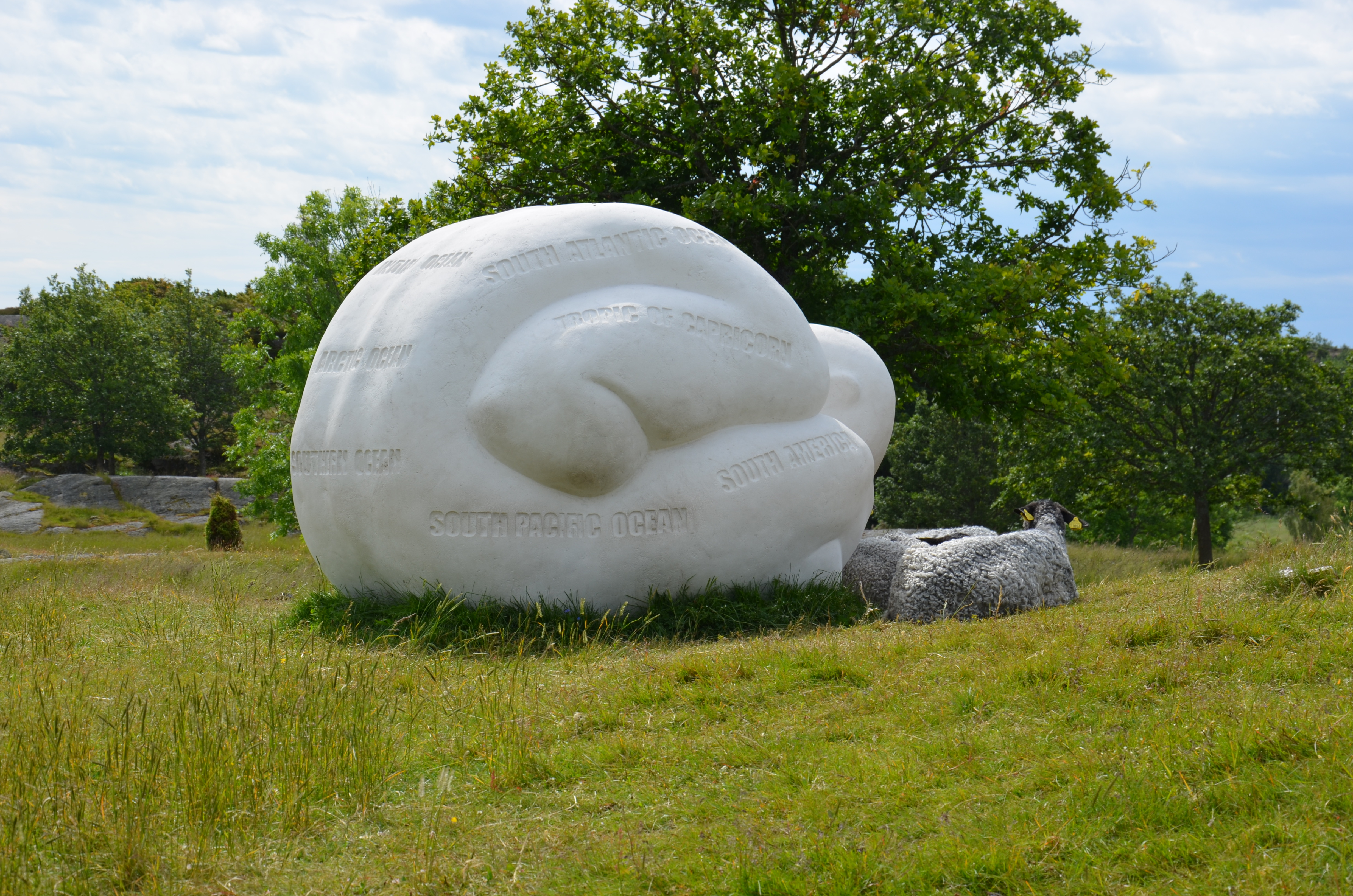
Grand latent blanc, al Pilane Sculpture Park (Klövedal, Tjörn, Suècia)
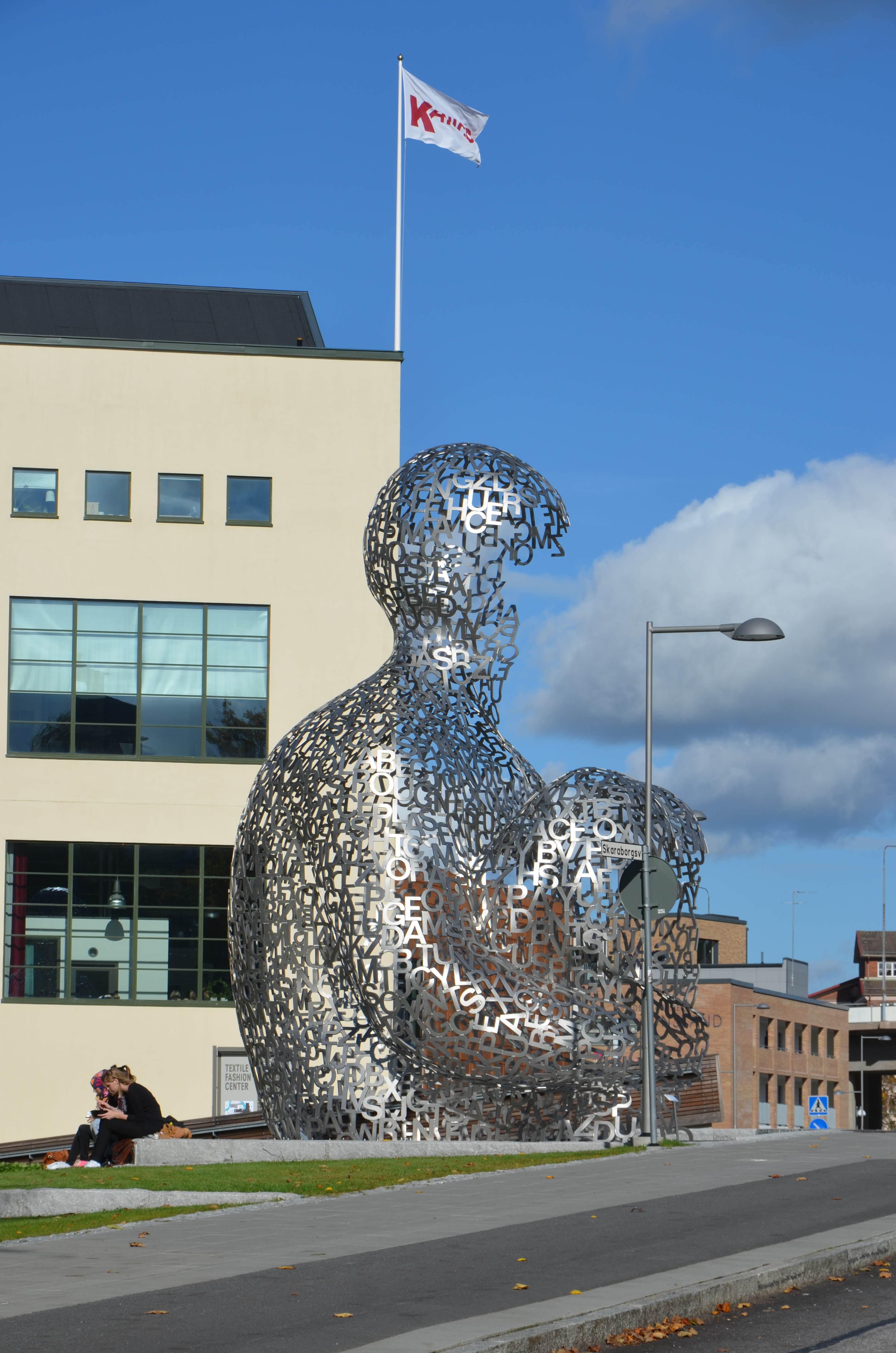
House of knowledge, Borås, Suècia)
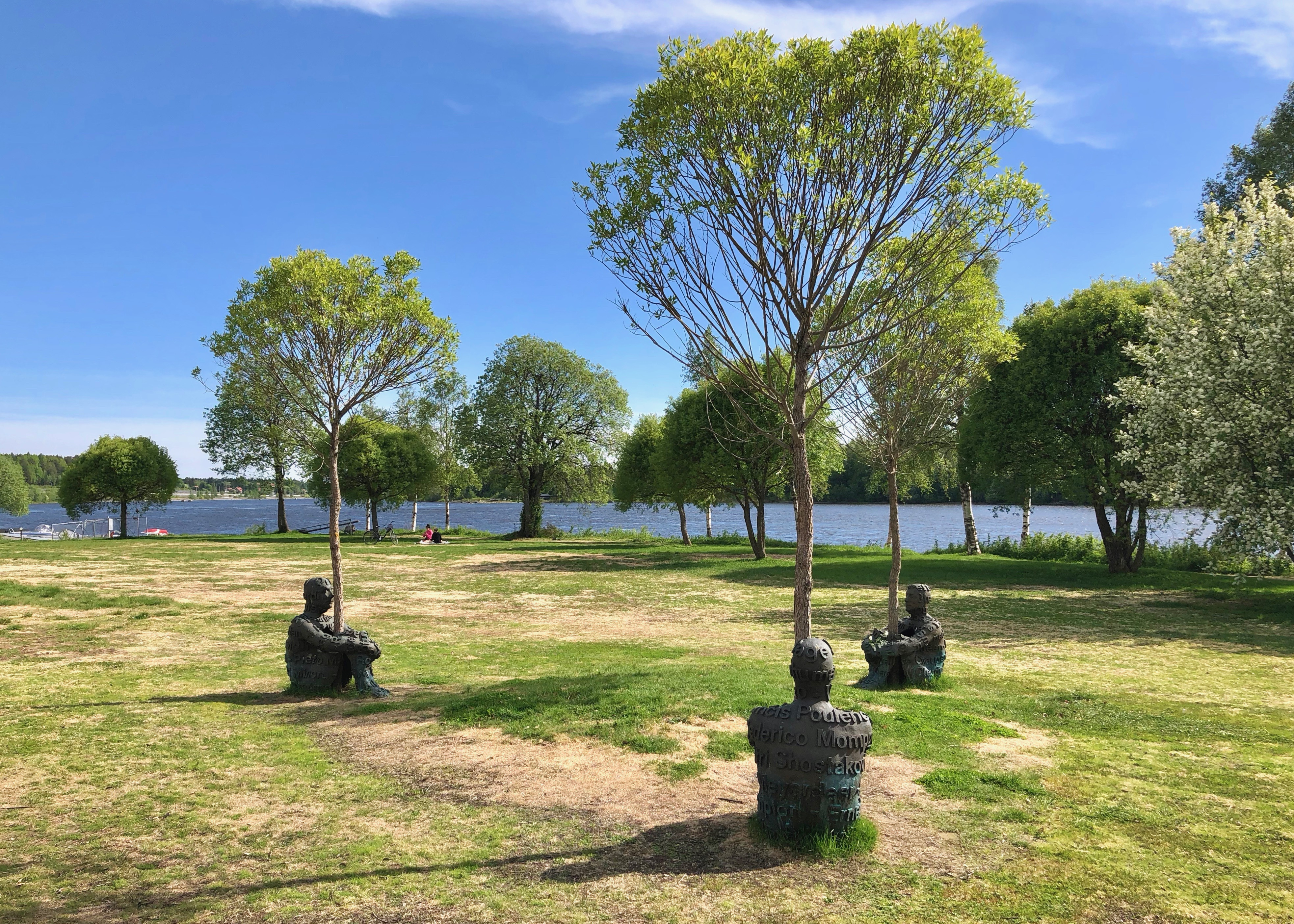
Heart of Trees, Umeå, Suècia)
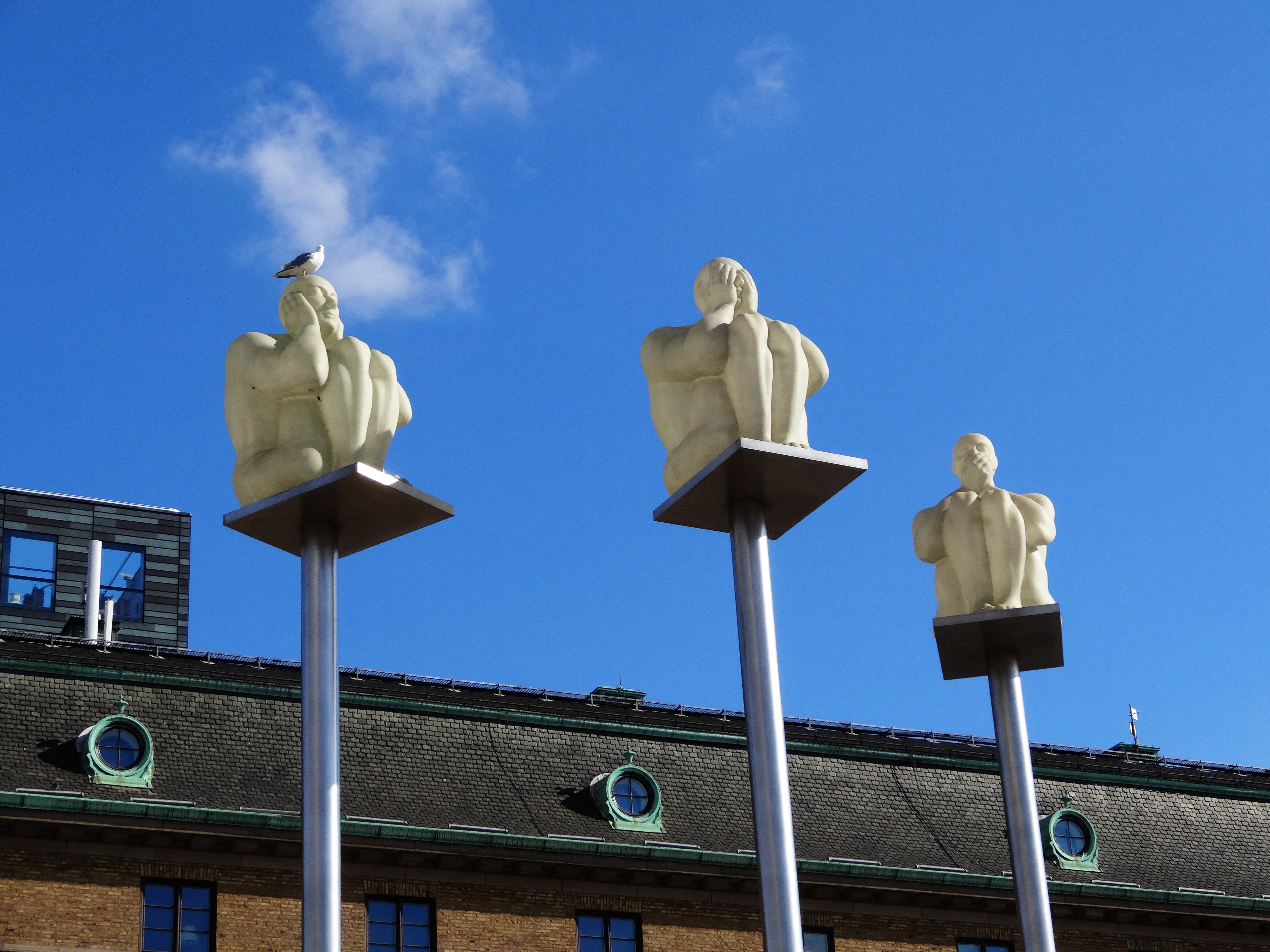
Dröm, Göteborg, Suècia)
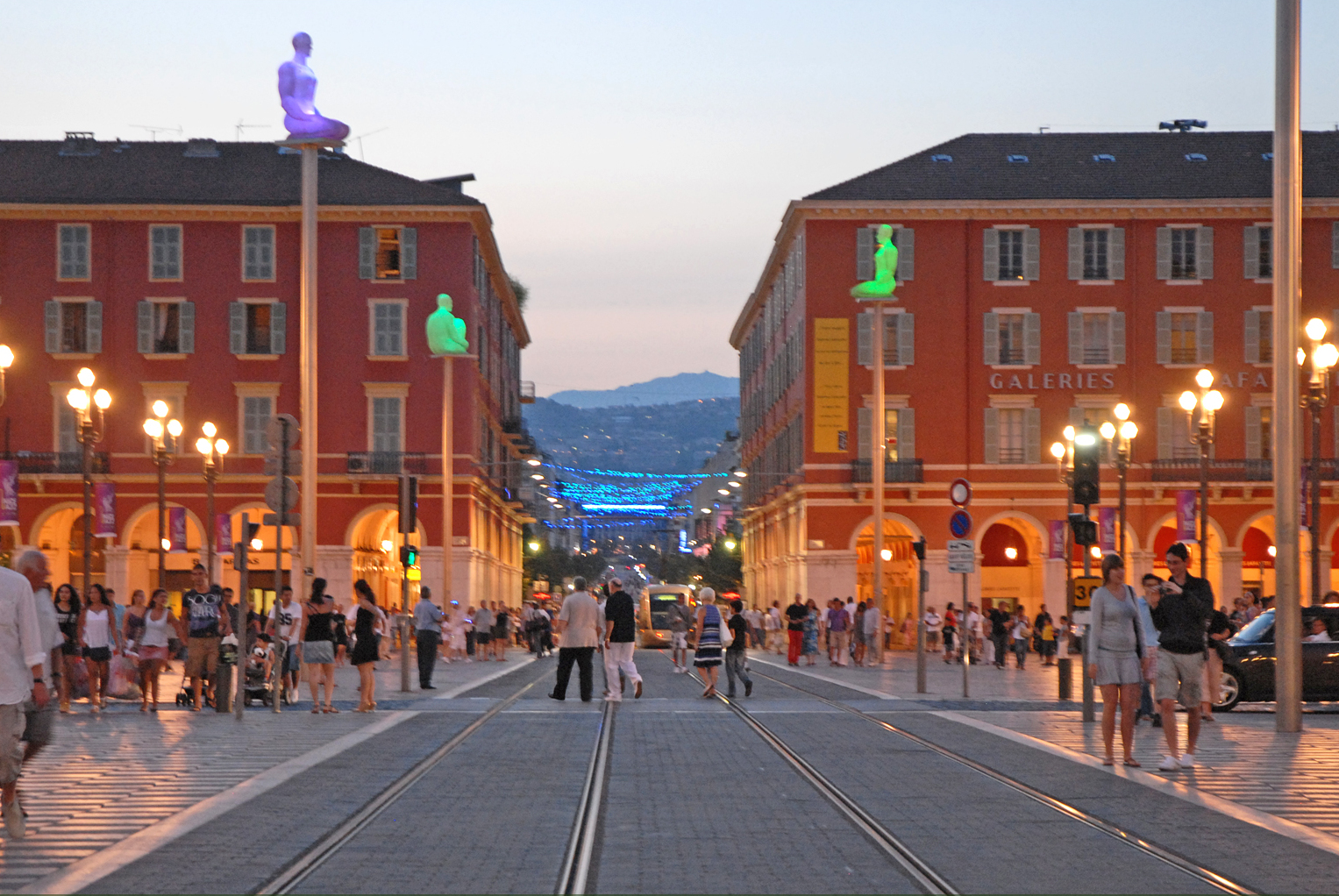
Figures que representen els set continents a Niça (França)
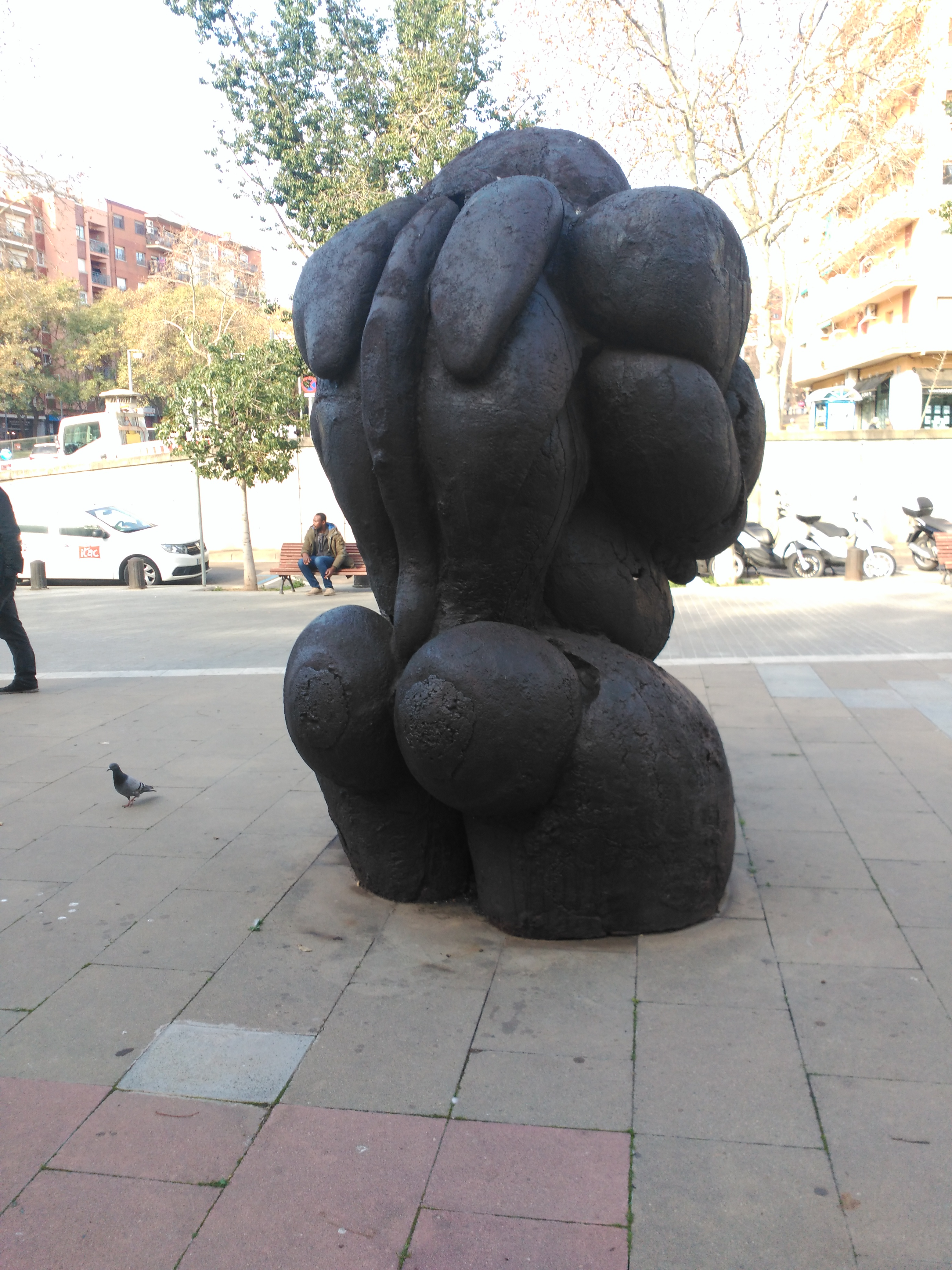
Escullera, a Barcelona
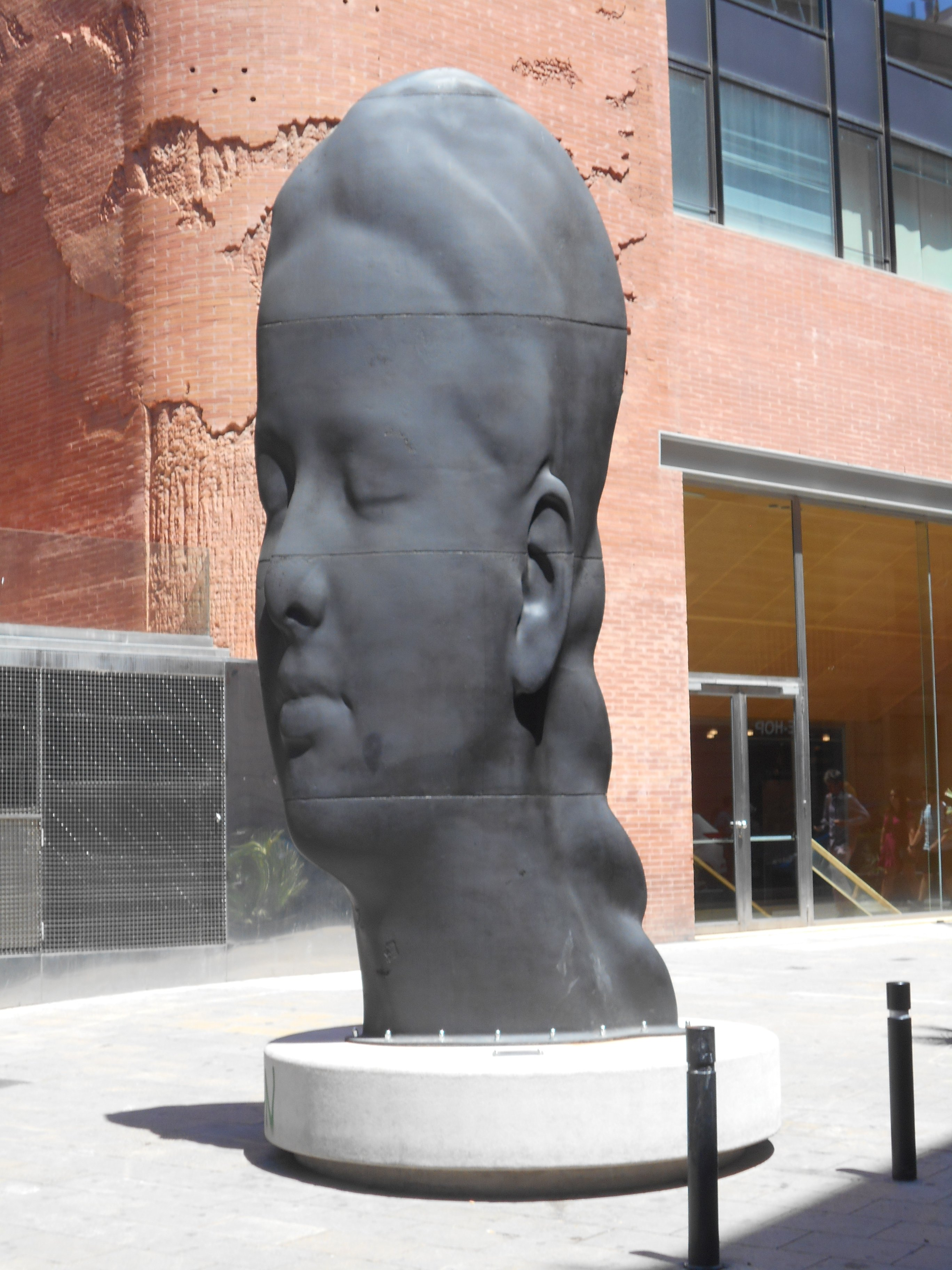
Carmela, a Barcelona

## Exposicions rellevants[calcitació]

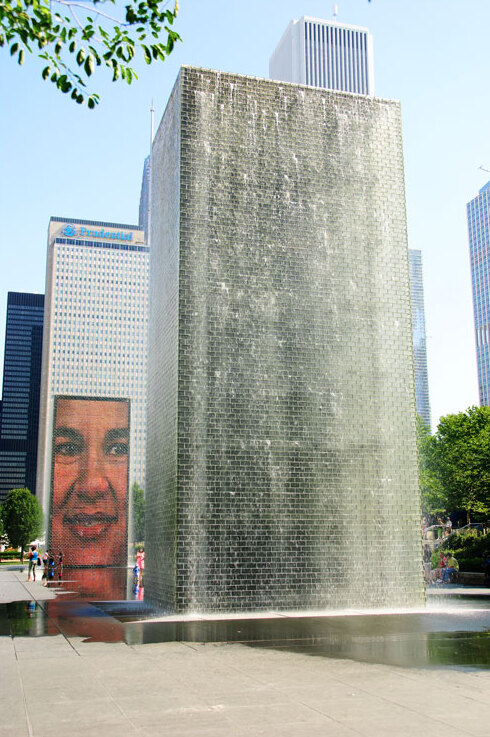
La Font Crown (Crown Fountain) a Chicago

- 1980: Espai 13 (Fundació Joan Miró) Estructures
- 1986: Galería Maeght, Barcelona
- 1989: The Sharpe Gallery, Nova York
- 1992: The Royal Scottish Academy, Edimburg
- 1996: Fundació Joan Miró, Barcelona
- 1997: Galerie Nationale du Jeu de Paume, París
- 1998: Galleria d'Arte Moderna e Contemporanea – Palazzo Forti, Verona
- 1999: Komm mit, komm mit!, Rupertinum Museum, Salzburg
- 2000: Twin Shadows, Galerie Lelong –Richard Gray Gallery, Nova York
- 2001: Europa, Galeria Toni Tàpies, Barcelona
- 2002: Wispern, Església de Sant Domingo, Pollença
- 2003: Crystal Rain, Galerie Lelong, París
- 2004: Anònim, Galeria Toni Tàpies, Barcelona
- 2005: Jaume Plensa, CAC Málaga, Centro de Arte Contemporáneo, Málaga
- 2006: Jaume Plensa, Jerusalem, Es Baluard, Palma
- 2006: Une âme, deux corps…trois ombres, Galerie Lelong, París
- 2007: Jaume Plensa, MAMAC, Niça
- 2009: In the Midst of Dreams, Galeria Lelong, Nova York
- 2010: Nasher Sculpture Center de Dallas
- 2010: Museu Picasso d'Antíbol
- 2010: Les alphabets de l'âme, Galerie Lelong, París
- 2011: Madison Square Park, Nova York
- 2012: Galerie Lelong, París
- 2013: Jaume Plensa à Bordeaux, Bordeus[20]
- 2018-19: Jaume Plensa, al Museu d'Art Contemporani de Barcelona (MACBA). Retrospectiva de la seva obra escultòrica des dels anys 80.[21]
- 2023: Jaume Plensa, Poesia del silenci, a La Pedrera, Barcelona.[22]

## Premis i reconeixements
- 1993: Médaille des Chevaliers des Arts et Lettres, Ministeri de Cultura de França[1]
- 1996: Premi de la Fondation Atelier Calder, Saché, França[1]
- 1997: Premi Nacional d'Arts Plàstiques per la Generalitat de Catalunya: «per l'exposició d'escultures organitzada per la Fundació Joan Miró, presentada a Barcelona entre el 12 de desembre de 1996 i el 9 de febrer de 1997 i, posteriorment, a la Galerie Nationale du Jeu de Paume de París, a la Konsthall de Malmö (Suècia) i a l'Städische Kunsthalle de Manheim (Alemanya), perquè prossegueix una trajectòria iniciada als anys vuitanta, confirma la forta personalitat de la seva escultura i obre nous camins de recerca».[23]
- 2005: Investit Doctor Honoris Causa per la School del Art Institute of Chicago[1]
- 2009: Premi Mash de l'Escultura Pública de Londres[1]
- 2012: Creu de Sant Jordi[24]
- 2012. Premi Nacional d'Arts Plàstiques d'Espanya[25]
- 2013: Premio Nacional de Arte Gráfico[1]
- 2013: Premi Velázquez d'Arts Plàstiques, pel Ministeri de Cultura d'Espanya[1][4][26]
- 2014: És escollit acadèmic d'honor de la Reial Acadèmia Catalana de Belles Arts de Sant Jordi en reconeixement dels seus mèrits i a l'alta qualitat i internacionalitat de la seva creació escultòrica[27]
- 2015: Premi Ciutat de Barcelona de projecció internacional de la ciutat de Barcelona[28]
- 6 de novembre del 2018: La Universitat Autònoma de Barcelona, en el marc dels 50 anys de la institució, l'investeix doctor honoris causa.[29]
- 2021: Premi Català de l'Any[30]
- 2022: Premi Pau Casals a la projecció internacional de la cultura catalana, atorgat per la Generalitat de Catalunya.[6]
- 2022:Premi Prat de la Riba de l'Institut d'Estudis Catalans[31]